# Ćatići, Banovići
Ćatići so naselje v občini Banovići, Bosna in Hercegovina. 

## Deli naselja
Ćatići, Kapetanovo Brdo in Smajilovići.

## Prebivalstvo
| Pregled števila prebivalcev po letih | Pregled števila prebivalcev po letih | Pregled števila prebivalcev po letih | Pregled števila prebivalcev po letih | Pregled števila prebivalcev po letih | Pregled števila prebivalcev po letih |
| ------------------------------------ | ------------------------------------ | ------------------------------------ | ------------------------------------ | ------------------------------------ | ------------------------------------ |
| 1948                                 | 1953                                 | 1961                                 | 1971                                 | 1981                                 | 1991                                 |
| -                                    | -                                    | -                                    | 332                                  | 375                                  | 334                                  |

| Narodna sestava prebivalstva po letih                                                                                       | Narodna sestava prebivalstva po letih                                                                                         | Narodna sestava prebivalstva po letih                                                                                      |
| --- | --- | --- |
| 1971 | 1981 | 1991 |
| . skupaj: 332 Muslimani 310 (93,37 %) Srbi 22 (6,62 %) Hrvati 0 (0,00 %) Jugoslovani 0 (0,00 %) drugi in neznano 0 (0,00 %) | . skupaj: 375 Muslimani 304 (81,06 %) Srbi 25 (6,66 %) Hrvati 0 (0,00 %) Jugoslovani 45 (12,00 %) drugi in neznano 1 (0,26 %) | . skupaj: 334 Muslimani 326 (97,60 %) Srbi 6 (1,79 %) Hrvati 0 (0,00 %) Jugoslovani 2 (0,59 %) drugi in neznano 0 (0,00 %) |